# Гршковићев одломак
Гршковићев одломак представља један од најстаријих сачуваних споменика писаних глагољицом на старословенском језику, у коме се јављају црте српског народног језика под чијим утицајем ће се касније развити и српска редакција старословенског језика. Сматра се, на основу неких црта језика (нпр. замена слова ф словом п тј. Степан уместо Стефан) и саме глагољице, да је настао крајем XI или почетком XII века на простору Босне или тадашње Зете (Зета или Захумље). 
Писан је глагољицом прелазног типа, између македонске обле и хрватске угласте.
Сам одломак чини четири листа пергамента величине 15,5 × 21,7 cm на којима је исписан део „Дела апостолских“, према источном (православном) обреду и сродан је, по месту и времену настанка, тзв. Михановићевом одломку.
Одломке је крајем XIX века пронашао свештеник Јерко Гршковић у Врбнику на Крку и по њему су ови фрагменти и добили назив. Чувају се у архиву Хрватске академије знаности и умјетности.